# Da Vinci (portugál együttes)
A Da Vinci egy portugál együttes, mely 1982-ben alakult. 1989-ben részt vettek az Eurovíziós Dalfesztiválon, Conquistador című dalukkal 16. helyezést értek el 39 ponttal.

## Tagok
- Iei Or - ének
- Pedro Luís - billentyűsök, vokál
- João Heitor - gitár
- Fernando António - gitár
- Ricardo - gitár
- Joaquim Andrade - dob
- Sandra Fidalgo - háttérvokál
- Dora Fidalgo - háttérvokál

## Lemezeik

### Nagylemezek
- Caminhando (1983)
- A Jóia no Lótus (1988)
- Conquistador (1989)
- Dança dos Planetas (1990)
- Conquistador - Dança dos Planetas  (1990)
- Entre o Inferno e o Paraíso (1993)
- Oiçam (1995)
- Momentos de Paixão (1999)

### Kislemezek
- Fantasmas (1982)
- Hiroxima (Meu Amor) / 1001 Noites (1982)
- Xau Xau de Xangai / Lágrima de Prazer (1983)
- Anjo Azul / Vivo na Selva (1984)
- Momentos de Paixão / Shock Waves no Meu Video (1985)
- Prince of Xanadu / Prince of Xanadu (Instrumental) (1986)
- Baby (Foi Tudo por Amor) (1989)
- Conquistador / Love Conquistador (1989)